# NLB Komercijalna banka
NLB Komercijalna banka (пуни правни назив: NLB Komercijalna banka a.d. Beograd) је банка основана 1970. године са седиштем у Београду. Њен власник је словеначки NLB Group.

## Историја
Банка је основана 1. децембра 1970. године у Београду, у тадашњој СФР Југославији. Она је 6. маја 1992. трансформисана је у акционарско друштво, чији је већински власник Влада Републике Србије. У новембру 2002. године основана је Komercijalna banka Budva, која послује у Црној Гори. Банка је имала и подружницу у Босни и Херцеговини, под називом Komercijalna banka a.d. са седиштем у Бањој Луци.
Закључно са децембром 2014. године, два власника банке са највише акција биле су Влада Републике Србије са 42,6% и Европска банка за обнову и развој са 25% акција.

Руководство банке је у марту 2015. саопштило да Влада Републике Србије планира да прода свој удео у банци у другој половини 2017. године. Међутим, аукција је неколико пута одлагана. Влада Републике Србије је у јуну 2019. повећала свој удео у власништву куповином 6,8% акција које су држале DEG и Swedfund International за 43,7 милиона евра. Влада Републике Србије је у новембру 2019. године купила 34,58% акција од ЕБОРА-а и Међународне финансијске корпорације за 217 милиона евра, повећавши свој удео у банци на 83,23% акција.
Влада Републике Србије је 26. фебруара 2020. године потписала купопродајни уговор вредан 387,02 милиона евра за 83,23% акција банке које прелазе у руке словеначке NLB Group. Нови власник од 30. септембра 2021. поседује 88,28% акција у банци. Од 30. децембра 2020. године, процесом приватизације, Komercijalna banka је постала део NLB Group. Дана 29. априла 2022. године Komercijalna banka и NLB Banka a.d. биле су у потпуности интегрисане, при чему је Komercijalna banka променила назив у NLB Komercijalna banka.

## Тржишни и финансијски подаци
Према ревидираном консолидованом годишњем финансијском извештају за 2021. годину, предузеће има 2.745 запослених и остварило је годишњи нето приход од 23,60 милиона евра. На дан 29. априла 2022. NLB Komercijalna banka има тржишну капитализацију од 628,83 милиона евра.